# 峰岸徹
峰岸 徹（みねぎし とおる、1943年7月17日 - 2008年10月11日）は、日本の俳優。本名は、峰岸 知夫（）。東京都出身。元妻は藍とも子、血液型はO型。最後の所属事務所はアクトレインクラブ。

## 来歴・人物
東京都出生、中央区立泰明小学校3年生時に日本橋浜町へ引っ越す。戦後、銀座で料亭「竹水」を営む母に育てられ、虚弱体質の少年だったが、ジェームズ・ディーンと石原裕次郎に憧れて俳優を志す。
幼少期より落語にも魅せられ、よく母に人形町末広亭などの方々の寄席へ連れて行ってもらっていた。
1962年に峰 健二の芸名で東宝映画『高校生と女教師・非情の青春』でデビュー。当時、六本木野獣会（渡辺プロダクションの渡辺晋社長が当時話題を呼んだ六本木族にならって若手スターの話題作りのためにプロデュースした集団）に属し、日本橋浜町の自宅には頻繁にメンバーの面々が集うほど慕われた存在であった。その風貌から、「和製ジェームス・ディーン」と呼ばれた「赤木圭一郎の生き写し」と言われ、『若い季節』や東宝映画へ出演。しかし、端正な二枚目ぶりが目立つあまり、若手の頃は演技力についての評価は思ったほどなく、峰岸自身も悩んでいた。
俳優座養成所第16期生（同期には古谷一行、河原崎建三、大出俊、鶴田忍、太地喜和子、須永慶、剣持伴紀、青山眉子）、文学座研究生を経て、1968年に田宮二郎に続く看板スターを探していた大映と契約、芸名を峰岸 隆之介と改める。同年、製作者協会新人賞を受賞。
1975年より、芸名を峰岸 徹とした。名前の読みは、主演作『哀愁のサーキット』を演出した映画監督の村川透に由来。また愛称は「トン」で芸名にも符合する。前述の六本木野獣会でつながりのあった渡辺晋に勧められての改名だった。
1977年に藍と結婚するが、その後離婚。
『風と雲と虹と』では極悪非道な演技で視聴者を魅了、また、『高校教師』では実の娘と近親相姦を重ねる父親というショッキングな役が評判を呼んだ。『古畑任三郎』では頼りない古畑の上司・蟹丸義太夫役で準レギュラー出演。
大林宣彦監督作品の常連で、ロマンティックな容姿と演技が非日常的な、いわゆる「大林ワールド」に上手くマッチングした。特撮モノでは『ゴジラvsビオランテ』での権藤吾郎役は評価が高く、ゴジラ映画ファンのみならず、アメリカでも演技は絶賛された。
一方でバラエティー番組ではとぼけたキャラクターでオヤジギャグをとばし、共演者から突っ込まれることもあった。ダウンタウンの浜田雅功が司会を務める番組にもよくゲスト出演し、『ものまね王座決定戦』では審査員としても長年出演した。
また、1986年4月8日に投身自殺をしたアイドル歌手・岡田有希子（前年にテレビドラマ「禁じられたマリコ」にて共演）の失恋相手だったとの報道があり、時の人となった。岡田の自殺当日夜、仕事先のTBSにて峰岸が記者に囲まれ急遽会見し「正直ものすごいショックです」「僕はアニキのつもりだったが、彼女にはそれ以上のプラスアルファがあったのかも知れない」とコメント。また報道陣から男として責任を感じるかと問われ、「彼女にとっての初恋のようなものだったんだと思う。年も離れていますし、（峰岸からは）あまり好意を見せないように気を付けていたくらいでしたが、彼女からのそれが愛だったとすれば責任はあると思います」と回答した。後年に出版プロデューサー但馬オサムは著書で当時松田聖子が神田正輝と婚約したばかりであり、岡田の遺書に名前が記されていた俳優が神田ではないかという憶測があったため、松田と神田の芸能生命を守るために石原裕次郎に頭を下げられて峰岸がその風避けになった、と記しているが、真相は謎である。
趣味はトライアスロンで、実際にレースにも参加していた。2001年には著書『トライアスロン200キロへの挑戦〜突然ですが、宮古島に行ってきます!』（株式会社ランナーズ刊）を出版、またその宮古島の美しい自然に魅せられたことから自然破壊などの環境問題にも関心を寄せていた。
晩年には幼少の頃より大好きだった落語へ興じ、新宿末広亭の舞台でそばの噺を披露した。
2008年4月、元々悩みの種であった椎間板ヘルニアから来る腰痛の症状が悪化した事を理由として6月に出演が決まっていた舞台公演からの降板を発表していた。実際には3月に腰痛の手術準備で検査入院した際に肺癌であることが判明、それが腰にまで転移しておりすでに切除手術が出来ない状態との告知を医師から受け入院、5月から6月に抗がん剤投与、放射線治療などの闘病をしていた事が真の降板理由であった事が7月に公表された。同年8月に仕事復帰したものの、10月11日23時32分、死去、65歳没。生前から公私共に親しかった映画監督の大林宣彦が手掛けた映画には数多く出演し、11月から公開された大林監督の作品『その日のまえに』が遺作となった。なお最後に公開されたのが「新宿インシデント」だが、撮影順では「その日のまえに」（2008年11月公開）が最後である。

## 出演

### テレビドラマ
- 若い季節（1962年 - 1964年、NHK） - 社長の甥
- 天皇の世紀 第13話「壊滅」（1971年、ABC / 国際放映） - 藤田小四郎
- 火曜日の女シリーズ / おんな友だち（1971年、NTV） - 青池慎一
- おくさまは18歳 第31話「まったく不愉快！」白鳥講師（1971年 / TBS / 大映テレビ室）[注釈 1]
- 土曜日の女シリーズ / 闇にうかぶ微笑み（1973年、NTV） - 村木和彦[注釈 1]
- 一心太助 第20話「駆落ち者です今晩は!」（1972年2月20日、CX） - 新太郎
- 新・鬼平犯科帳 第2シリーズ 第21話「あいびき」（1972年2月24日、NET / 東宝）  - 覚順[注釈 1]
- シークレット部隊 第3話「女子高校生の禁じられた遊び」、第12話「傷だらけの美女が告白する」（1972年、TBS / 大映テレビ）
- ワイルド7 第1話「復讐のヘアピンサーカス」（1972年、NTV / 国際放映） - 飛葉一郎
- 眠狂四郎 第8話「聖母は炎に消えた」（1972年、KTV / 東映）
- 銀河ドラマ / 霧の旗（1972年、NHK） - 杉浦健次
- 木下恵介アワー / おやじ山脈（1972年 - 1973年、TBS） - 木全健一郎
- 大岡越前（TBS / C.A.L）
  - 第3部 第18話「過去を逃れて」（1972年10月16日） - 矢吹真之介[注釈 1]
  - 大岡越前 ナショナル劇場50周年記念特別企画スペシャル（2006年3月20日） - 弥之助
- 大江戸捜査網（12ch / 日活〜三船プロ）
  - 第99話「心やさしき暗殺者」（1973年） - 五木兵馬
  - 第274話「危機一髪 殺しの切札」（1977年） - 島崎玄八郎（玄八）
  - 第315話「明日なき殺しの報酬」（1977年） - 速水左近
  - 第339話「恋なさけ捨て身の十手魂」（1978年） - 新三郎
- 若さま侍捕物手帖 第9話「俺達(おいら)の歌声聞いたかい」（1973年、KTV） - 信太郎
- 戦国ロック はぐれ牙（1973年、CX / C.A.L） - 虎の兵衛
- 銭形平次（CX / 東映）
  - 第391話「うどんげの花」（1973年） - 於菟吉
  - 第539話「平次を狙え!」（1976年） - 鉄造
  - 第647話「恩返しのかんざし」（1978年） - 和吉
  - 第838話「狙撃者を追え!」（1983年） - 佐吉
- 水滸伝（1973年、NTV / 国際放映） - 黄信
- バーディー大作戦（TBS / 東映）
  - 第15話「北極へ向かって大追跡!」・第16話「大雪渓 殺人ドライブ」（1974年） - 仁科[注釈 1]
  - 第37話「ヌードモデル コネクション」（1975年)
- 座頭市物語 第4話「縛られ観音ゆきずり旅」（1974年、CX / 勝プロ） - 下倉仙十郎
- 伝七捕物帳 第44話「忍ぶ涙の男伊達」（1974年、NTV / ユニオン映画） - 新三[注釈 1]
- 太陽にほえろ! 第138話「愛こそすべて」（1975年、NTV / 東宝） - 加納三郎
- 賞金稼ぎ（NET / 東映）
  - 第2話「皆殺しのバラード」（1975年） - 軍兵衛
  - 第18話「国境のローンウルフ」（1975年） - 伊丹玄馬
- プレイガールQ 第49話「ポルノ女優殺人事件」（1975年、12ch / 東映） - 山岸次郎
- 金曜ドラマ / ガラスの森（1975年、TBS）
- 大河ドラマ（NHK）
  - 風と雲と虹と（1976年） - 源扶
  - 峠の群像（1982年） - 山吉新八
- ベルサイユのトラック姐ちゃん 第3話「ベルトラ姐ちゃん大進撃!」（1976年、NET / 東映） - 田代順三
- 必殺仕業人 第23話「あんたこの女の性をどう思う」（1976年、ABC / 松竹） - 仙次郎
- 隠し目付参上 第21話「大検問! 現金輸送車は通れたか」（1976年、MBS / 三船プロ） - 伊之助
- Gメン'75（TBS / 東映）
  - 第67話「部長刑事暗殺」（1976年） - 坂口刑事
  - 第91話「逃亡者」（1977年） - 松永警部補
  - 第130話「一卵性双生児事件」（1977年） - 坂本竜夫 / 坂本伸治（2役）
  - 第168話「夏祭りの夜の惨劇」（1978年） - 野口達也
  - 第248話「警察の中に出た幽霊」（1980年） - 門脇警部補
  - Gメン'82 第1話「Gメンvs白バイ強盗団」（1982年、近藤照男プロ） - 加納警部
- 非情のライセンス 第2シリーズ 第108話「未練心」（1976年、NET / 東映） - 橋口富夫
- 新・座頭市（CX / 勝プロ）
  - 第1シリーズ 第21話「契り髪」（1977年）
  - 第3シリーズ 第5話「ふたおもて蝶の道行」（1979年）
- 気まぐれ天使 第22話「ヒットラーが脱ぐ日」（1977年、NTV / ユニオン映画） - カメラマン・松原
- 大都会 PARTII 第2話「幻の総監賞」（1977年、NTV / 石原プロ） - 春木タツオ
- 華麗なる刑事 第5話「10カウントゴングを鳴らすな」（1977年、CX / 東宝） - 堀田ワタル
- 特捜最前線 第35話「乳児誘拐・消えた女の顔」（1977年、ANB / 東映）
- 東京メグレ警視シリーズ 第3話「警視と妻を寝とられた男」（1978年、ABC / テレパック）
- ポーラテレビ小説「こおろぎ橋」（1978年 - 1979年、TBS） - 亀田幹夫
- 柳生一族の陰謀 第10話「血ぬられた婚礼」（1978年、KTV） - 秋山高之進
- 鉄道公安官 第4話「さらば友よ」（1979年、ANB / 東映） - 北野エイジ
- 七人の刑事 第59話「夜霧に消えた玲子」（1979年、TBS）
- 大空港 第61話「兇悪密輸組織撃滅作戦」（1979年、CX / 松竹） - 早川
- 江戸の激斗 第22話「熱い眠りにこころ残して」（1979年、CX / 東宝） - 宇之吉
- 鬼平犯科帳 (萬屋錦之介)（1980年、東宝 / ANB） - 同心・酒井
- 西遊記II 第10話「河童の国の悟浄の恋」（1980年、NTV / 国際放映） - 九霊大仙
- 騎馬奉行 第21話「子宝煙草を吸う妻」（1980年、KTV / 東映）
- 赤い魂（1980年、TBS / 大映テレビ） - 富岡隆
- 噂の刑事トミーとマツ 第1シリーズ（TBS / 大映テレビ）
  - 第45話「トミマツの、ヤマトよ永遠に」（1980年） - 青柳
  - 第62話「キャ! 水曜日の切り裂き魔」（1981年） - 赤西鉄人
- 柳生あばれ旅 第6話「網にかかった人魚 -吉原-」（1980年、ANB / 東映） - 飛田源四郎
- それからの武蔵（1981年、テレビ東京）
- 旅がらす事件帖 第21話「寒い国の死刑台」（1981年、KTV / 国際放映） - 小三郎
- それからの武蔵（1981年、TX / 中村プロ）
- 秘密のデカちゃん（1981年 - 1982年、TBS / 大映テレビ） - 松岡刑事課長
- 影の軍団II 第2話「姿なき吸血鬼」（1981年、KTV / 東映） - 三宅麦秋
- 悪党狩り 第20話「続・仁義に生きた犬」(1981年、12ch / 松竹) - 八人斬りの丈吉
- 竜馬がゆく（1982年1月2日、TX） - 千葉重太郎
- 新・必殺仕事人 第36話「主水 凧市で交通整理する」（1982年、ABC / 松竹） - 弘田玄内
- 立花登 青春手控え 第20話「しぐれみち」（1982年、NHK）
- 時代劇スペシャル（CX）
  - 日本犯科帳・隠密奉行 久留米篇（1982年、中村プロ） - 源太
  - 闇の傀儡師（1982年、東映） - 伊能甚内
  - 女盗賊忍び舞い（1983年、東宝） - 音松
  - 怪談 妖蝶の棲む館（1983年、映像京都） - 別所吉成
- 松平右近事件帳 第36話「狼に狙われた一人娘」（1982年、NTV / ユニオン映画） - 京極豊後守
- ザ・ハングマンシリーズ（ABC / 松竹芸能）
  - ザ・ハングマンII 第27話「癌殺人の恐怖!! 人体実験の女を救え」（1982年） - 村木院長（村木医院）
  - 新ハングマン 第6話「恋を引き裂く愛人バンク」（1983年） - 大西
- 源九郎旅日記 葵の暴れん坊 第35話「荒海に哭く恋人形」（1983年、ANB） - 田島伊十郎
- 木曜ファミリーワイド / 松本清張の蒼い描点（1983年、CX / 大映テレビ） - 畑中浩三
- 女盗賊忍び舞い（1983年、CX / 東宝） - 音松
- 大奥 第27話「塵に咲く花」・第28話「女帝への階段」（1983年、KTV / 東映） - 文次郎
- 金曜ファミリーワイド / 松本清張の地の骨（1984年、CX / 大映テレビ） - 稲木治夫
- シンデレラの財布（1984年、TBS） - ロバート
- 影の軍団IV 第8話「闇にきらめく遊女の群れ」（1985年、KTV / 東映） - 闇の道鬼
- 特命刑事ザ・コップ 第2話「54人の女が消えた!」（1985年、ABC / テレキャスト）
- 禁じられたマリコ（1985年、TBS / 東宝） - 黒木刑事
- 土曜ワイド劇場（ANB）
  - 北海道殺人事件・わたしの婚約日記（1981年7月） - 殺人犯の小杉
  - 松本清張の黒い樹海（1986年1月）
  - 森村誠一の終着駅シリーズ「信濃大町発7時53分あずさ8号殺意のめぐり逢い」（1992年2月） - 水間
  - 私兵刑事 トリカブト殺人の謎・脅迫者の声は女? 男?（1993年）
  - 牟田刑事官事件ファイル23「牟田がアリバイを証言した女」（1997年） - 黒沼久
  - 「はみだし弁護士・巽志郎3 女子高生援助交際殺人事件」（1998年5月） - 小田切伸之
  - 特急車掌永瀬はるかの事件簿（1999年5月29日） - 永瀬俊介
  - おばはん刑事!流石姫子「小樽ガラスの街連続殺人」（2000年） - 友永栄一
  - 牟田刑事官事件ファイル29（2001年） - 横溝博之
- 火曜サスペンス劇場（NTV）
  - 可愛い悪魔（1982年）
  - 狙われた美人キャスター（1983年） - 桂木
  - 麗猫伝説（1983年） - 立原
  - 大都会の死角（1983年） - 矢村英介
  - 眠れぬ夜の悪魔（1986年）
  - 女弁護士・高林鮎子1 寝台特急あさかぜ4号殺人風景（1986年、東映）
  - 髪 〜ヘアー〜（1987年、ヴァンフィル）
  - 深く埋めて（1987年10月、PDS） - 谷口徹
  - 虚構の空路（1987年12月、大映映像）
  - 風のターンロード（1988年12月、C.A.L）
  - ミスティーガール紅子 殺人者は二度ノックする（1989年10月、ティンダーボックス） - 杉崎隆臣
  - 飛ぶ男、墜ちる女（1991年8月20日） - 柚原靖之
  - 女監察医・室生亜季子32 院外感染（2003年、東映）
- 水曜ドラマスペシャル / 季節を踊る女たち（1986年、TBS）
- このこ誰の子?（1986年10月 - 1987年3月、CX / 大映テレビ） - 山崎
- 京都サスペンス / 月下美人殺人事件（1987年、KTV / 映像京都） - 刑事
- ジャングル 第18話「逆転タイムリー」（1987年、NTV / 東宝） - 西島
- ザ・ドラマチックナイト / 松本清張の地方紙を買う女（1987年、CX / 大映テレビ）
- ニューヨーク恋物語（1988年、CX）
- 女ねずみ小僧 第4話「花吹雪、謎の美人画」（1989年、CX / C.A.L） - 林隆英
- 勝手にしやがれヘイ!ブラザー（1989年、NTV） - 上島多門
- 風雲!真田幸村 第4話「独眼竜と十字架の美女」（1989年、TX / 東映） - 百々佐源太
- あいつがトラブル 第15話「はみ出し刑事の最後の戦い」（1990年、CX / キティ・フィルム）
- はぐれ刑事純情派（ANB / 東映）
  - 第3シリーズ 第7話「ソープランドから拉致された安浦刑事」（1990年） - 石橋英幸
  - 第11シリーズ 第23話「夫婦の定年!? 家庭内菜園で会った女」（1998年）
  - 第15シリーズ 第9話「ラーメンが暴いた真犯人! 目撃者は見ていない!?」（2002年） - 丸山茂雄
- 刑事貴族 第6話「その時、父の闘いを見た」（1990年、NTV / 東宝） - 神崎
- カサブランカ物語 怪盗に口づけを! 第3話「謎の美少女・嘘つきは冒険の始まり」（1990年、TX / 彩の会）
- 寛永風雲録 激突！知恵伊豆対由比正雪（1991年、NTV） - 徳川家光
- 鬼平犯科帳 （CX / 松竹）
  - 第3シリーズ 第16話「おしま金三郎」（1992年） - 松波金三郎
  - 第5シリーズ 第8話「犬神の権三郎」（1994年） - 犬神の権三郎
- あばれ八州御用旅III 第12話「清水次郎長を叩っ斬れ!」（1992年、TX / ユニオン映画） - 清水の次郎長
- 腕におぼえあり 第3シリーズ（1993年、NHK） - 坂井主税
- 高校教師（1993年、TBS） - 二宮耕介
- 闇を斬る!大江戸犯科帳 第12話「鬼の棲む島 夢の島」（1993年、NTV / ユニオン映画） - 徳兵衛（丸目蔵人）
- 古畑任三郎シリーズ（CX / 共同テレビ） - 蟹丸義太夫
  - 警部補・古畑任三郎 1nd season 第4回「殺しのファックス」（1994年）
  - 警部補・古畑任三郎 1nd season 第7回「殺人リハーサル」（1994年）
  - 古畑任三郎 スペシャル 第25回「消えた古畑任三郎」（1996年）
- 江戸の用心棒 第1話「汝懐妊われ覚えあり」（1994年、NTV / ユニオン映画） - 坂井仙之丞
- 月曜ドラマスペシャル / 松本清張特別企画・証明（1994年、TBS / 大映テレビ） - 守山嘉一
- 愛の天使（1994年、THK） - 斉藤正樹
- 金田一少年の事件簿（1995年、NTV） - 甲田征作
- 人生は上々だ（1995年、TBS）
- 刑事追う! 第5話「闇からのハミング」（1996年、TX）
- ハロー張りネズミ（1996年） - 北村啓二
- 木曜の怪談ファイナル タイムキーパーズ 第4話「迫る恐怖! 吸血鬼に狙われた少女」（1997年、CX）
- せいぎのみかた（1997年、YTV）
- 砂の城（1997年、THK）
- 凄絶!嫁姑戦争 羅刹の家（1998年、ANB） - 花ノ坊元之
- はるちゃん2（1998年、THK） - 森山教授
- 新選組血風録（1998年、ANB） - 伊東甲子太郎
- 天国に一番近い男 MONOカンパニー編 第7話（1999年2月、TBS） - 皇大作
- 金田一耕助シリーズ / 悪霊島（1999年、TBS / 東阪企画） - 越智竜平
- 美しい人（1999年、TBS）
- おだまりコンビ 芸能界 殺しのシナリオ（2000年、CX） - 芹沢祐司
- 傷だらけのラブソング（2001年、関西テレビ放送）
- ルーキー!（2001年、THK）
- 愛のことば（2001年、THK）
- こちら第三社会部（2001年） - 谷口力
- 月曜ミステリー劇場 / 税務調査官・窓際太郎の事件簿9（2002年、TBS） - 梶田浩一
- 暴れん坊将軍XII 第1話「美しき狙撃者!和歌山城燃ゆ!」（2002年、ANB） - 大窪清山
- 乱歩R 第4話「黒蜥蜴2004世紀末美少年ランド」（2004年、YTV） - 岩瀬庄一
- 牡丹と薔薇（2004年、CX） - 浅間象造
- 東京ワンダーホテル（2004年、NTV）
- 剣客商売 第5シリーズ 第3話「越後屋騒ぎ」（2004年、CX / 松竹） - 湯島の長兵衛
- 金曜エンタテイメント（フジテレビ）
  - 津軽海峡ミステリー航路4 函館〜青森殺人海道（2005年6月、CX） - 市原圭介
  - 腕まくり看護婦物語3 熱血編（1994年12月） - 堀内定司
- 七色のおばんさい（2005年、NHK）
- 牙狼<garo> 第1話「絵本」（2005年、TX） - 谷山太輔
- 相棒 Season IV 第6話「殺人ヒーター」（2005年、EX） - 卯月庄一
- 八丁堀の七人 第7シリーズ 第8話「ついに完結! さらば七人!! 江戸城乗込み」（2006年、EX / 東映） - 戸田若狭守
- 富豪刑事デラックス 第7話「富豪刑事の三ツ星レストラン」（2006年、EX） - 佐々岡利一朗
- 黒い太陽（2006年、EX） ※第4話から出演
- 母親失格（2007年、THK）
- 華麗なる一族（2007年、TBS）
- ドラマ30 / 暖流（2007年、MBS） - 医師・田所茂
- 浅見光彦シリーズ (フジテレビのテレビドラマ)26（2007年） - 三郷伴太郎
- ケータイ刑事 銭形海 2ndシリーズ 第13話「さよなら五代さん! 〜恐怖の神経ガス殺人事件〜」（2007年12月、BS-i） - 陸幕調査部事務官長・伊倉海雄
- ネコナデ （2008年1月）- 竜崎政太郎
- 水戸黄門 第38部 第12話「縁は切られぬ偽親子 -岐阜-」（2008年3月、TBS / C.A.L） - 錺職人・圭造
- パズル 第6話「死者からの手紙! 血染めの人形」（2008年5月、EX） - 北方昇一
- 月曜ゴールデン / 探偵 左文字進12（2008年6月16日、TBS） - 川島学

### 映画
- 高校生と女教師 非情の青春（1962年、東宝） - 秋山真一
- ニッポン無責任時代（1962年、東宝） - 氏家孝作
- 六本木の夜 愛して愛して（1963年、東宝） - 昌章（主演）
- あの娘に幸福を（1963年、東宝） - 津田弘（主演）
- 林檎の花咲く町（1963年、東宝） - 館岡茂
- 喜劇駅前女将（1964年、東宝 / 東京映画） - 川口和男
- 男嫌い（1964年、東宝） - 大木
- 講道館破門状（1968年、大映） - 桜田功
- 闇を裂く一発（1968年、大映） - 本多修一（主演）
- 出獄四十八時間（1969年、大映） - 村松五郎
- 女賭博師十番勝負（1969年、大映） - 広瀬健一
- 忍びの衆（1970年、大映） - 鬼瘤
- 太陽は見た（1970年、大映) - 坂井純一
- 皆殺しのスキャット（1970年、大映） - シャチ
- タリラリラン高校生（1971年、大映） - 大日方竜次
- 夜の診察室（1971年、大映） - 榊達郎
- 告白的女優論（1971年、現代映画社） - 俳優
- 百万人の大合唱（1972年、東宝） - 太田圭介
- 不良番長 のら犬機動隊（1972年、東映） - ゼニ
- 無宿人御子神の丈吉シリーズ（東宝） - 国定忠治
  - 無宿人御子神の丈吉 牙は引き裂いた（1972年）
  - 無宿人御子神の丈吉 川風に過去は流れた（1972年）
- 喜劇 泥棒大家族 天下を盗る（1972年、東宝） - 白川譲二
- 哀愁のサーキット（1972年、日活） - 滝田和郎（主演）
- 混血児リカ ひとりゆくさすらい旅（1973年、東宝） - 坂井八郎
- ザ・ゴキブリ（1973年、東宝 / 石原プロ） - 山岡正志
- 鬼輪番（1974年、東宝） - 地虫
- 学生やくざ（1974年、東映） - 堀田浩
- 金環蝕（1975年、東宝） - 古垣欣二郎
- 動脈列島（1975年、東宝） - 伊藤ディレクター
- バカ政ホラ政トッパ政（1976年、東映） - メリケン明
- BLACK JACK / 瞳の中の訪問者（1977年、東宝） - 風間史郎
- 人間の証明（1977年、東映 / 角川春樹事務所） - 下田刑事
- サード（1978年、ATG） - ヤクザ
- 冬の華（1978年、東映） - ミナケン
- 赤穂城断絶（1978年、東映） - 堀部安兵衛
- 乱れからくり（1979年、東宝） - 馬割宗児
- 金田一耕助の冒険（1979年、東映 / 角川春樹事務所）
- ねらわれた学園（1981年、東宝 / 角川春樹事務所） - 星の魔王子
- コールガール（1982年、松竹） - 牧野
- 制覇（1982年10月、東映）
- 遠野物語（1982年、日本ヘラルド映画） - 芳雄
- 小説吉田学校（1983年、東宝） - 三木武夫
- 廃市（1983年、ATG）
- 天国にいちばん近い島（1984年、東映 / 角川春樹事務所） - 深谷有一
- F2グランプリ（1984年、東宝）
- カポネ大いに泣く（1985年、松竹＝松竹富士） - 親分・吉田
- さびしんぼう（1985年、東宝）
- 最後の博徒（1985年、東映）
- 彼のオートバイ、彼女の島（1986年、角川春樹事務所）
- 南へ走れ、海の道を!（1985年、松竹他＝松竹富士） - 石垣銀次
- 野ゆき山ゆき海べゆき（1986年、日本テレビ放送網・ATG・バップ）
- 帝都物語（1988年、東宝）
- 異人たちとの夏（1988年、松竹）
- 右曲がりのダンディー（1989年、東映） - 岡部社長
- 北京的西瓜（1989年） - 村木医師
- ゴジラシリーズ（東宝）
  - ゴジラvsビオランテ（1989年、東宝） - 権藤吾郎[1][2][注釈 2]
  - ゴジラ×モスラ×メカゴジラ 東京SOS（2003年） - TVコメンテーター[2]
- 螢（1989年、東映） - 新光会幹部・楠原
- べっぴんの町（1989年、東映）
- 彼女が結婚しない理由（1992年、東北新社） - 呉服屋
- 水の旅人 侍KIDS（1993年、東宝）
- KOYA 澄賢房覚え書（1993年） - 吉村
- 鬼平犯科帳 劇場版（1995年、松竹 / CX） - 蛇の平十
- 大夜逃 〜夜逃げ屋本舗3〜（1995年、東宝）
- あした（1995年、アミューズ、PSC、イマジカ、プライドワン） - 永尾要治
- 風のかたみ（1996年、岡本みね子事務所） - 喜仁
- 極道戦国志 不動（1996年、GAGA） - 九州仁王会系不動一家組長 不動巌
- 惚れたらあかん 代紋の掟（1999年） - 関東連合会 飯倉組組長 飯倉六郎
- 難波金融伝・ミナミの帝王
  - 難波金融伝 ミナミの帝王 劇場版XV / 商工ローン・保証人の落とし穴（2000年、KSS） - 尾形
  - 難波金融伝ミナミの帝王32「金になる経歴」（2005年、Softgarage）
- 告別（2001年、BS-i）
- BACK STAGE/バックステージ（2001年、日活）
- 凶気の桜（2002年、東映） - 浅井彦六(テーラー店主)
- 首領への道（2003年、シネマ・クロッキオ） - 辰野会若頭 桑島幹士
- 禁断の事件簿 ストーカーを愛した女（2004年、竹書房） - 権藤敬一郎
- TOKYO NOIR トウキョーノワール「NIGHT LOVERS」（2004年、銀座シネパトス）
- 劇場版 超星艦隊セイザーX 戦え!星の戦士たち（2005年、東宝） - 神宮寺翼[2]
- キャッチボール屋（2005年、ビターズ・エンド）
- 人生ごっこ!?（2006年、東大和映画製作委員会） - 一宮校長
- 22才の別れ Lycoris 葉見ず花見ず物語（2007年、角川ヘラルド映画） - 松島専務
- 映画 クロサギ（2008年、東宝）
- 哀憑歌 〜CHI-MANAKO〜（2008年、GPミュージアムソフト）
- 丘を越えて（2008年、ゼアリズエンタープライズ） - 細川徳蔵
- おくりびと（2008年9月、松竹） - 小林淑希
- その日のまえに（2008年11月、角川映画） - 健大の祖父 ※遺作
- 新宿インシデント（香港・シンガポール・マレーシア・タイ王国・ニュージーランド：2009年4月2日 / 日本：2009年5月1日、JCEムービーズ / ショウゲート） - 村西弘一
- 喧嘩高校軍団 國士義塾VS朝高（2009年4月18日） - 國士義塾創立者 初代塾長 峯丸國道 ※スチール出演

### Vシネマ
- 狙撃 THE SHOOTIST（1989年、東映Vシネマ） - 片倉
- 巨乳ハンター（1990年、東北新社） - パパ
- ネオチンピラ 鉄砲玉ぴゅ〜（1990年、東映ビデオ＝東北新社） - 吉川
- 傷だらけのライセンス（1991年、東映ビデオ）
- DOOR II TOKYO DIARY（1991年、徳間ジャパンコミュニケーションズ） - 加部
- 悪徳の勲章（1992年、東映ビデオ）
- 夜光虫の街（1992年、タキ・コーポレーション）
- 大激突（1993年、東映ビデオ）
- 雀鬼伝説 蒼き狼たち（1994年、ビデオチャンプ）
- 悪党図鑑（1994年、シネマパラダイス） - 小池
- XX（ダブルエックス） 美しき標的（1995年、東映ビデオ）
- 悪党図鑑2（1995年、シネマパラダイス） - 小池
- 新・女刑事サシバ（1996年、GPミュージアム）
- プリズンホテル（1996年、ケイエスエス）
- ワル (漫画)\ワル外伝（1998年、GPミュージアム）
- 新・バブルと寝た女たち（1999年、徳間ジャパン）
- 続・バブルと寝た女たち（1999年、徳間ジャパン） - 南雲（不動産会社社長）
- 縁切り闇稼業4 戦慄のカルト教団（2000年、GPミュージアム） - 尾木（幹部）
- もっと過激 ふざけんじゃあネェ!（1994年、東映ビデオ）
- 実録・日本やくざ烈伝 義戦 昇華編（2001年、GPミュージアム）
- 実録・柳川組 柳川次郎伝説 完結 （2003年、タキ・コーポレーション）
- 岸和田少年愚連隊 ゴーイング・マイウェイ（2004年、松竹ホームビデオ） - ツトム
- 鉄(くろがね) 極道・高山登久太郎の軌跡（2004年） - 坂川組組長 坂川芦太郎
- 首領への道23（2004年、GPミュージアム） - 松角一家舎弟頭 木の倉泰三
- 新・日本の首領4（2005年） - 民自党城戸派 小阪栄介
- 実録・武闘派極道史 八西会跡目抗争（2006年） - 八西会会長 京極 ※特別出演
- V6スペシャルDVD / それぞれの空 -DRAMA STORY CLIP-（2007年、エイベックス・エンタテインメント） - 後藤道夫（カメラマン）
- サーダカー（2007年、彩プロ）
- 組長×射殺〜敵を狩れ〜（2007年） - ワカヤマ（刑事）
- 殺戮の応酬（2007年） - 松浪貞行（最後の博徒）
- 組長×射殺〜首領を撃て〜（2007年） - 山賀組組長 香川龍二
- ビジネスマン必勝講座 ヤクザに学ぶ経済戦術（2007年）番外編「実話雑誌編集長J氏の交渉戦術」 - J編集長
- 新宿暴力街（2007年） - 仙道組組長 仙道武彦
  - 新宿暴力街 華火（2007年12月）
  - 新宿暴力街 烈華（2008年3月）
- 覇道（2008年5月）
- 覇道 完結編（2008年7月）
- 東京NEO魔悲夜（2008年11月） - 鶴岡（漁師） / 帝都会理事長 初代山龍組組長 山平龍道 （二役）
- 東京NEO魔悲夜2（2009年1月） - 帝都会理事長 初代山龍組組長 山平龍道
- 東京NEO魔悲夜3（2009年3月） - 帝都会理事長 初代山龍組組長 山平龍道

### 舞台
- 黄金の顔（1968年、文学座公演）
- 君よ知るや南の国（1975年、日本劇場）
- 艶歌劇続夢の渡り鳥（紀伊国屋ホール）
- マクベス（日生劇場）
- ドラキュラ
- 山口百恵主演公演（第5回百恵ちゃんまつり）第1部ミュージカル「クレオパトラ －砂漠の不死鳥－」（1979年8月25日〜31日新宿コマ劇場） - アントニオ
- 三銃士
- 十二人の怒れる男たち（俳優座劇場）
- マランドロ（1990年、日生劇場）
- ピーターパン（1992年、青山劇場）
- 隠れ菊（1999年、芸術座）
- 女の橋（1999年1月、名鉄ホール）
- 男を金にする女（2000年、南座）
- 大江戸ロケット（2001年） - 鳥居耀蔵
- 向田邦子小劇場・眠り人形（2003年、三越劇場）
- アニー（青山劇場）
- 松平健主演公演・弁慶（2006年7月、新宿コマ劇場）

### CD
- 宮古島パラダイス
- 雨よ降れ降れ（2.それでもいいから）

### バラエティ
- 日本つり紀行（1996年、NHK-BS2）
- ぶらり途中下車の旅（1996年、NTV）
- ものまね王座決定戦（CX）
- 人気者でいこう!（2000年、ABC）
- ダウンタウンDX（YTV）

### CM
- 日産自動車・サニークーペ（初代）（1969年）
- 御幸毛織株式会社（1997年）
- 繊月酒造（たる繊月）
- トキハ
- 君津住宅

## 出版物
- 突然ですが、宮古島に行ってきます！トライアスロン200キロへの挑戦（2001年、ランナーズ）ISBN 4947537558
- ロードバイクライフ vol.2 表紙（2006年6月、枻出版）

## 受賞歴
- エランドール新人賞（1968年）